# تشسترنينو
تشسترنينو (بالإيطالية: Cisternino)‏ هي بلدية في مقاطعة برينديزي في إقليم بوليا الإيطالي.

## السكان
في سنة 1861 بلغ عدد السكان 6٬863 نسمة، وتطور العدد ليصل في سنة 2011 لـ 11٬745 نسمة.
يظهر هذا المخطط البياني تطور النمو السكاني لـ تشسترنينو

## توأمة
لتشسترنينو اتفاقيات توأمة مع:
- كروزلينغن